# Freebird Airlines
Freebird Airlines (Turks: Hürkuş Havayolu Taşımacılık ve Ticaret A.Ş. / Freebird Havayolları) is een Turkse luchtvaartmaatschappij met haar zetel in Istanboel.
Het is een chartermaatschappij die op veel bestemmingen in Europa vliegt. De thuisbasis van Freebird Airlines is Luchthaven Atatürk International, en daarnaast maakt men gebruik van haar hubs Luchthaven Antalya en Luchthaven Dalaman.

## Geschiedenis
De maatschappij werd in juni 2000 opgericht, en begon in 2001 met vliegen, gebruik makend van drie Mc Donnell Douglas MD-83 vliegtuigen. Binnenlandse vluchten begonnen in 2004. De maatschappij is volledig in handen van Gozen Air Services.
Sinds 2007 voert Freebird Airlines het merendeel van de TUI fly België-vluchten naar Turkije uit met haar Airbus A320's en voor de uitfasering van de A321's.
Sinds 2018 is Freebird Airlines gestart met het ontwikkelen van een Europese dochter maatschappij met als hub de internationale luchthaven van Malta. De airline: Freebird Europe Airlines startte haar activiteiten in de zomer van 2019. In januari 2019 werd het eerste A320 toestel met de registratie 9H-FHB overgedragen aan de Europese firma. In oktober hetzelfde jaar maakte Tui fly Duitsland bekend de Airbus te hebben gehuurd voor de zomer van 2020. Daarmee zal de A320 tijdelijk gestationeerd worden op de luchthaven van Leipzig / Halle.

## Vloot
| Type            | Reg.   | Aflevering    | Bijzonderheden                      | Staartkleur |
| --------------- | ------ | ------------- | ----------------------------------- | ----------- |
| Airbus A320-214 | 9H-FHA | Februari 2010 | Vloog tijdelijk voor Bamboo Airways | Goud        |
| Airbus A320-214 | TC-FBO | April 2012    | Vloog tijdelijk voor Bamboo Airways | Donkerblauw |
| Airbus A320-214 | TC-FBR | Maart 2009    | Vloog eerst voor Air Deccan         | Paars       |
| Airbus A320-214 | TC-FBV | April 2011    | Vloog tijdelijk voor Bamboo Airways | Antraciet   |
| Airbus A320-214 | 9H-FHB | Februari 2015 | Vloog eerst voor StarFlyer          | Donkerrood  |
| Airbus A320-232 | TC-FHC | Mei 2015      | Vloog eerst voor Aigle Azur         | Oranje      |
| Airbus A320-214 | TC-FHY | Juni 2015     | Vloog eerst voor SATA International | Donkergroen |
| Airbus A320-232 | TC-FHG | Januari 2019  | Vloog eerst voor Pacific Airlines   | Lichtblauw  |
| Airbus A320-232 | TC-FHM | Maart 2019    | Vloog eerst voor Pacific Airlines   | Violet      |
| Airbus A320-214 | TC-FHN | Augustus 2019 | Vloog eerst voor Vueling            | Donkerrood  |

De gemiddelde vlootleeftijd bedroeg in juni 2019 ongeveer 10 jaar.

## Klanten
De Belgische tak van het TUI reisconcern neemt sinds enkele jaren diverse chartervluchten bij Freebird Airlines af op routes vanaf Brussel Internationaal Luchthaven, Luchthaven Luik en Luchthaven Oostende naar bestemmingen in Turkije. Deze werden tot eind 2014 uitgevoerd met de Airbus 321 toestellen. Sinds 2015 is men overgestapt naar de Airbus 320 toestellen. Daarnaast verhuurt Freebird Airlines gedurende de hoogseizoenen haar vliegtuigen aan het Turkse Atlasglobal, Onur Air, het Arabische Flynas, en het Vietnamese VietJet Air. Sinds januari/februari 2019 verhuurt Freebird haar vliegtuigen aan Bamboo Airways te Vietnam gedurende de winterperiode.